# Municipio de Leonidas
El municipio de Leonidas (en inglés: Leonidas Township) es un municipio ubicado en el condado de St. Joseph en el estado estadounidense de Míchigan. En el año 2010 tenía una población de 1185 habitantes y una densidad poblacional de 12,64 personas por km².

## Geografía
El municipio de Leonidas se encuentra ubicado en las coordenadas 42°1′46″N 85°20′54″O / 42.02944, -85.34833. Según la Oficina del Censo de los Estados Unidos, el municipio tiene una superficie total de 93.77 km², de la cual 91,96 km² corresponden a tierra firme y (1,93 %) 1,81 km² es agua.

## Demografía
Según el censo de 2010, había 1185 personas residiendo en el municipio de Leonidas. La densidad de población era de 12,64 hab./km². De los 1185 habitantes, el municipio de Leonidas estaba compuesto por el 96,62 % blancos, el 0,68 % eran afroamericanos, el 0,51 % eran amerindios, el 0,17 % eran asiáticos, el 0,17 % eran de otras razas y el 1,86 % eran de una mezcla de razas. Del total de la población el 1,1 % eran hispanos o latinos de cualquier raza.